# Cradock Four
Die Cradock Four (deutsch: „Vier aus Cradock“) waren eine Gruppe von vier südafrikanischen Anti-Apartheid-Aktivisten aus Cradock, die am 27. Juni 1985 von Angehörigen der South African Security Police entführt und ermordet wurden.

## Aktivitäten der Cradock Four
Die Cradock Four waren Matthew Goniwe, Fort Calata, Sparrow Mkhonto und Sicelo Mhlauli. Sie waren Mitglieder der United Democratic Front (UDF) und lokaler Anti-Apartheid-Gruppen. 
Matthew Goniwe (* 1947) war ein Lehrer. 1976 wurde er in Umtata zu vier Jahren Haft nach dem Suppression of Communism Act verurteilt, weil er einer Gruppe angehört hatte, die Bücher zum Kommunismus gelesen hatte. 1982 wurde er kommissarischer Schulleiter der Sam Xhallie Junior Secondary School im Township Lingelihle bei Cradock. Er war 1983 Mitbegründer und erster Vorsitzender der Cradock Residents Association (CRADORA) und der Cradock Youth Association (CRADOYA). Im Mai 1983 gelang es CRADORA, durch Proteste eine Mieterhöhung des staatlichen East Cape Administration Board in Lingelihle zu verhindern.
Fort Calata (* 1956) war ebenfalls Lehrer und unterrichtete wie Goniwe an der Sam Xhallie Junior Secondary School. Sein Großvater war James Arthur Calata, lange Zeit Generalsekretär des African National Congress. Sparrow Mkhonto (* 1951) war Schulleiter in Oudtshoorn, Sicelo Mhlauli (* 1949) Eisenbahnarbeiter und Gewerkschafter. Calata und Mkhonto gehörte ebenfalls CRADORA und CRADOYA an, Calata war Sekretär von CRADORA. Am 20. August 1983 wurde die UDF gegründet; CRADORA und CRADOYA wurden als Mitgliedsorganisationen in die UDF aufgenommen.
Goniwe sollte auf Druck der Regierung in Pretoria vom Department of Education aus Lingelihle versetzt werden; er lehnte dies jedoch ab und wurde im Januar 1984 entlassen. Daraufhin begannen tausende Schüler in Lingelihle und Umgebung einen 15 Monate langen Schulboykott. Im März 1984 wurden CRADORA und CRAYORA gebannt; Goniwe wurde örtlicher Organisator der UDF. im selben Monat wurden Goniwe und Calata sowie Goniwes Cousin Mbulelo Goniwe festgenommen. Einwohner von Lingelihle boykottierten die Geschäfte in Cradock; daraufhin wurde das Geschäft von Matthew Goniwes Ehefrau Nyameka in Lingelihle verwüstet. Im Oktober wurden die drei Inhaftierten wieder freigelassen. Im Januar 1985 hatten alle Mitglieder des Lingelihle Village Council die Ämter niedergelegt – bis dahin einmalig in Südafrika – und damit die Macht teilweise in die Hände von CRADORA gelegt; so war CRADORA für die Auszahlung der Renten zuständig. Im Mai 1985 warfen die Behörden aus Hubschraubern Flugblätter ab, um den Widerstand der Einwohner zu brechen. Unterdessen wählten die Menschen in Lingelihle 40 „Straßenkomitees“. Dieses Vorgehen wurde von der UDF als Vorbild gesehen und in anderen Townships übernommen. Polizeiminister Adriaan Vlok besuchte Lingelihle und suchte unter anderem Calatas Haus auf.

## Ermordung
Am 27. Juni 1985 fuhren Matthew Goniwe, Calata und Mkhonto in einem Auto nach Port Elizabeth, um den UDF-Organisator der Ostkap-Region zu treffen. Mhlauli war mitgefahren, um einen Freund zu treffen. Ein Angebot, in Port Elizabeth zu übernachten, lehnten die Vier ab. Auf dem Rückweg wurden sie außerhalb von Port Elizabeth in einer Straßensperre aus dem Auto geholt, entführt, gefoltert und getötet. Ihre Leichen wurden verbrannt und die sterbliche Überreste später auf einer Müllkippe bei Bluewater Bay nahe Port Elizabeth gefunden.

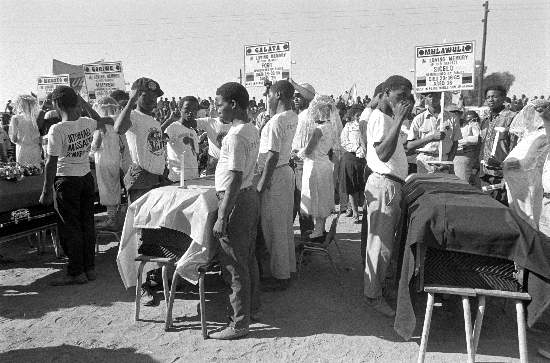
Beerdigung der Cradock Four

Die vier Männer wurden am 20. Juli 1985 in einer gemeinsamen Feier beerdigt. Verbotene Symbole, etwa Flaggen der South African Communist Party, wurden gezeigt. Als Sprecher nahmen unter anderem die Apartheidgegner Beyers Naudé, Allan Boesak, Victoria Mxenge und Steve Tshwete teil. Am selben Tag verkündete der damalige Präsident Pieter Willem Botha den Ausnahmezustand für Südafrika.
Die damalige südafrikanische Polizei verneinte eine Täterschaft. 1987 begann eine Untersuchung (Inquest No. 626/87), deren Ergebnis am 22. Februar 1989 verkündet wurde. Demnach wurden die Vier durch unbekannte Personen getötet; niemand sei für die Tat verantwortlich zu machen. Später wurde eine Anweisung, die die Tötung von Matthew und Mbulelo Goniwe sowie Calata befahl, in der Transkei gefunden. Eine erneute, vom damaligen Präsidenten Frederik Willem de Klerk angeordnete Untersuchung ergab 1994, dass Polizeikräfte für die Tat verantwortlich waren; Namen wurden aber nicht veröffentlicht. Im Dezember 1999 verweigerte die Wahrheits- und Versöhnungskommission eine Amnestie für sieben namentlich bekannte Polizisten des Security Branch aus Port Elizabeth. Eine strafrechtliche Verfolgung fand aber nicht statt. Es existieren Akten und Zeugenaussagen, die belegen, dass der Mord im State Security Council geplant wurde.

## Nachwirkungen
1989 wurden vier an dem Mord beteiligte schwarze Polizisten von Kollegen ermordet, nachdem sie gedroht hatten, Details des Mordes an den Cradock Four an die Öffentlichkeit zu bringen.
Zum zehnten Jahrestag der Beerdigung legten Präsident Nelson Mandela und Raymond Mhlaba Kränze auf den Gräbern nieder.
2007 wurde in Lingelihle das Cradock Four Memorial errichtet. Das Denkmal besteht aus vier hoch aufragenden Betonplatten. 2019 wurden die Nebengebäude, darunter Besucherzentrum und Ausstellungsräume, erneuert und ein Garden of Rememberance (etwa: „Garten der Erinnerung“) angelegt. Der damalige Tourismusminister Derek Hanekom nahm an dessen Einweihung teil.
2006 wurde Matthew Goniwe postum mit dem Order of Luthuli in Silber geehrt, Calata, Mkhonto und Mhlauli erhielten den Orden in Bronze.
2010 erschien der Film The Cradock Four von David Forbes, der auf zahlreichen Festivals gezeigt wurde und auch in einer Fernsehfassung erschien.
2011 wurde im Bereich der Ortschaft Coega, wo die Leichen der Cradock Four gefunden worden waren, eine weitere Gedenkstätte errichtet. Unter anderem nahm der damalige Justizminister Jeff Radebe an der Zeremonie teil.
2018 gab Lukhanyo Calata, der Sohn Fort Calatas, an, dass die erneuten Ermittlungen zum Tod der Cradock Four durch Mitglieder von Staatsanwaltschaft und Polizei – National Prosecuting Authority und South African Police Service – behindert würden. Zwei frühere Mitarbeiter der Sicherheitspolizei seien dafür verantwortlich.
In Lingelihle besteht die Matthew Goniwe Comprehensive Secondary School School, in Khayelitsha die Matthew Goniwe Memorial High School. In Vrededorp und Benoni befindet sich die Matthew Goniwe School of Leadership and Governance des Department of Education der Provinz Gauteng.